# Guide Hubert
Le Guide Hubert est un guide gastronomique créé en 1979 par Jean-Pierre et Marie-Claire Hubert.
Il fut le premier guide à avoir été réalisé en papier glacé et en quadrichromie. Son organisation par départements et ses plans très bien renseignés permettent une lecture aisée. Tous les restaurants sont classifiés avec des symboles (assiette ou marmite) sur une échelle de 1 à 4 symboles maximum. Les très grands établissements sont parfois distingués avec une couronne. L'assiette symbolise un restaurant classique et soucieux d'un service irréprochable alors que la marmite récompense les restaurants qui mettent en valeur une cuisine plus simple, mais pas forcément moins goûteuse.
Ce guide couvre 42 départements de la moitié sud de la France avec une partie supplémentaire consacrée aux tables parisiennes et donne en fin d'ouvrage un guide des vins.